# Maria S. Rerrich
Maria S. Rerrich (* 1952 in Budapest) ist eine deutsche Soziologin.

## Leben
Sie lehrt als Professorin für angewandte Sozialwissenschaften an der Hochschule für angewandte Wissenschaften München. Von September 2001 bis Februar 2002, von März 2004 bis August 2004 und von September 2011 bis Februar 2012 war sie Gastwissenschaftlerin im Arbeitsbereich Nation und Gesellschaft  am Hamburger Institut für Sozialforschung. Ihre Arbeitsschwerpunkte sind Familienforschung, Soziologie der alltäglichen Lebensführung, Arbeit und Privathaushalt, Migration, Geschlecht und soziale Ungleichheit und Gleichstellungspolitik.

## Schriften (Auswahl)
- als Übersetzerin: Emilio Vasari: Zita. Kaiserin und Königin. Herold-Druck-und-Verlags-GmbH, München/Wien 1976, ISBN 3-87332-000-2.
- mit Andrejs Urdze: Frauenalltag und Kinderwunsch. Motive von Müttern für oder gegen ein 2. Kind. Campus-Verlag, Frankfurt am Main/New York 1981, ISBN 3-593-32865-8.
- als Herausgeberin mit Carol Hagemann-White: FrauenMännerBilder. Männer und Männlichkeit in der feministischen Diskussion. Sektion Frauenforschung in den Sozialwissenschaften (= Forum Frauenforschung. Band 2). AJZ-Verlag, Bielefeld 1988, ISBN 3-921680-72-7.
- Balanceakt Familie. Zwischen alten Leitbildern und neuen Lebensformen. Lambertus, Freiburg im Breisgau 1988, ISBN 3-7841-0411-8.
  - Balanceakt Familie. Zwischen alten Leitbildern und neuen Lebensformen.  2. aktualisierte Auflage, Lambertus, Freiburg im Breisgau 1990, ISBN 3-7841-0488-6.
- als Herausgeberin mit Karin Jurczyk: Die Arbeit des Alltags. Beiträge zu einer Soziologie der alltäglichen Lebensführung. Lambertus, Freiburg im Breisgau 1993, ISBN 3-7841-0679-X.
- Zwischen Lohn und Liebe. Frauen und neue Ungleichheiten in den Geschlechterverhältnissen. Helge-Pross-Vorlesung 1998 (= Siegener Beiträge zur Soziologie. Band 2). Köppe, Köln 1999, ISBN 3-89645-313-0.
- Die ganze Welt zu Hause. Cosmobile Putzfrauen in privaten Haushalten. Hamburger Edition, Hamburg 2006, ISBN 3-936096-67-8.